# Nintendo Classic
Nintendo Classic var ett arkadsystem som Nintendo använde för sina tidiga arkadspel.

## Lista över spel till Nintendo Classic
- Eight Ball Action
- Donkey Kong
- Mega Man
- Donkey Kong Junior
- Donkey Kong 3
- Mario Bros.
- Excitebike
- Punch-Out!!
- Ice Climber
- Game & Watch (serie)
- Metroid